# Lexema
Em lexicologia estrutural, lexema é a "unidade mínima distintiva do sistema semântico de uma língua que reúne todas as flexões de uma mesma palavra."Em termos simplificados, é a parte de uma palavra que constitui uma unidade mínima dotada de significado lexical. 
Segundo a terminologia de André Martinet, monema é a unidade linguística de primeira articulação.  Martinet divide os monemas em:
- monemas lexicais (ou lexemas): monema que contém significado lexical
- monemas gramaticais (ou morfemas): monema que contém significado gramatical

Já segundo a terminologia de Bernard Pottier, o lexema corresponderia a um morfema lexical.